# 橋本さとし
橋本 さとし（はしもと さとし、1966年4月26日 - ）は、日本の俳優、声優、歌手。大阪府枚方市出身。大阪芸術大学芸術学部舞台芸術学科卒業。ホリプロ所属。

## 略歴・人物
1989年、劇団☆新感線の公演でデビュー。その後も多くの作品に出演、1996年の『野獣郎見参!』では主役を務めた。1997年に『直撃!ドラゴンロック〜轟天〜』公演を最後に劇団を退団。その後も多方面で活動、ミュージシャンとしての顔ものぞかせている。
劇団時代は橋本じゅんとゲーム『餓狼伝説』シリーズで兄弟役の声を担当するなどコンビでの活動も多かった。両者に血縁関係はないが、大学の先輩後輩の仲である。
2005年に『笑っていいとも!』に登場した際は、「しばらく悪役でしかドラマに出ていない」とも語っていた。
2000年に声優を務めていた『トランスフォーマー カーロボット』のファイヤーコンボイには思い入れが強く、ファイヤーコンボイの口癖である「熱い心に不可能はない！」に何度も勇気づけられたという。
ロングコートチワワを飼っている。名前はチョップとフック。共にオス。
趣味・特技はスキー、手品、火吹き、バルーンアート。好きなものは揚げ物、甘い物。嫌いなものはトマト、ニンジン、辛い物。また酒が強そうに見られることもあるが実は非常に弱く、『ベガーズ』の共演者と串焼き屋に行ったときは「ホットミルク」を注文し、周りから「赤ちゃんか!」と突っ込まれたほど。
劇団退団後しばらくテレビなど映像系の作品が多かったが、1999年から再び舞台に立ち、2001年には蜷川幸雄演出『ハムレット』のレアティーズ役を演じた。その後宮本亜門演出『くるみ割り人形（2001）』鴻上尚史作『シンデレラストーリー（2003）』『天使は瞳を閉じて（2003）』などの新作ミュージカルに出演。2004年に帝国劇場のミュージカル『ミス・サイゴン』の主役エンジニアに抜擢（）される。2006年にはジョン・ケアード演出の『ベガーズ・オペラ』で狂言回し的な詩人を演じ、翌2007年には同演出家がロンドン初演以来手掛ているミュージカル『レ・ミゼラブル』のジャン・バルジャン役に選ばれた。ミュージカルと並行して鈴木勝秀、G2、ケラリーノ・サンドロヴィッチなどの演出作品に出演している。
2023年8月末日で26年間所属した芸能事務所・キューブを退所したことを発表した。これに伴い、オフィシャルサイトおよびオフィシャルファンクラブ 「ROCKER ROOM」は閉鎖されることになり、新たなオフィシャルサイトが開設された。
2024年、ホリプロに所属。

## 出演

### テレビドラマ
NHK
- 新ズッコケ三人組（2002年） - 怪盗X 役
- 愛と友情のブギウギ（2005年） - 十文字教官 役
- 大河ドラマ
  - 平清盛（2012年） - 源為朝 役
  - どうする家康（2023年） - 山県昌景 役

- 桜ほうさら（2014年） - 古橋勝之介 役
- 放送90年 大河ファンタジー「精霊の守り人II 悲しき破壊神」（2017年1月 - 3月） - ヨーサム 役
- ミストレス〜女たちの秘密〜（2019年） - 木戸光一郎 役
- 連続テレビ小説
  - なつぞら（2019年） - 荒井康助 役
  - らんまん（2023年） - 森有礼 役

- 旅屋おかえり「長野編」（2023年） - 藤森誠一 役
- ミワさんなりすます（2023年） - 橋本さとし（本人役・声の出演） 役
- パーセント（2024年） - 藤谷光彦 役

日本テレビ系
- D×D 最終話（1997年） - 香坂幻一郎 役
- Shin-D「史上最悪のファミリー」（1998年） - 立花タクロー 役
- お熱いのがお好き?（1998年） - 杉本将義 役
- P.A. 最終話（1998年）
- 彼女が死んじゃった。 第8話（2004年）
- 有閑倶楽部 第6話（2007年） - 金剛 役
- 夢をかなえるゾウ(女の幸せ篇) 第2 - 3話（2008年、読売テレビ） - ジュリアス・シーザー 役
- イケ麺新そば屋探偵〜いいんだぜ!〜 第10話（2009年、読売テレビ） - サトシ 役
- 相続探偵 第4話（2025年2月15日） - 「プロフェッショナリズム 仕事の奥儀」ナレーション 役

TBS系
- 男について（1990年）
- 誰にも言えない（1993年）
- スウィート・ホーム（1994年）
- いのちの現場からII（1994年、MBS） - 北見光彦 役
- 女のサスペンス「盗む女」（1997年）
- めぐり逢い（1998年）
- 悪いオンナ「誘惑を売る女」（1999年12月）
- こちら第三社会部（2001年） - 福原文夫 役
- 金田一耕助シリーズ 「白蝋の死美人」（2004年） - 瓜生朝二 役
- 早乙女千春の添乗報告書17 那須塩原湯けむりツアー殺人事件（2005年） - 一ノ瀬悠介役
- 走馬灯株式会社（2012年） - 杉浦克巳 役
- レッドクロス〜女たちの赤紙〜（2015年8月1日 - 2日） - 蔵原基介 役
- 下町ロケット（2015年10月 - 12月） - 三田康 役
- ブラックペアン（2018年4月 - 6月） - 黒崎誠一郎 役
  - ブラックペアン シーズン2（2024年7月 - 9月）

- 義母と娘のブルース 2020年謹賀新年スペシャル（2020年） - ボス（エリオット桜沢） 役
- TOKYO_MER〜走る緊急救命室〜（2021年） - 駒場卓 役
  - TOKYO MER〜隅田川ミッション〜（2023年）

- VIVANT（2023年） - 原智彦 役

フジテレビ系
- 恋のパラダイス（1990年）
- 29歳のクリスマス（1994年）
- みにくいアヒルの子 涙の卒業スペシャル（1998年）
- 古畑任三郎 第3シーズン「絶対音感殺人事件」（1999年） - 石森 役
- 編集王（2000年）
- 救命病棟24時（2001年） - 成島秀人 役
- ダイヤモンドガール（2003年）
- 離婚弁護士II〜ハンサムウーマン〜 第1話（2005年） - 青木和馬 役
- 新・ミナミの帝王（2010年9月21日、関西テレビ） - 桐生修也 役
- 幸せになろうよ（2011年） - 河原新造 役
- 謎解きはディナーのあとで（2011年） - 立花邦夫 役
- ラスト♡シンデレラ（2013年） - 遠藤健一 役
- 金曜エンタテイメント
  - 女弁護士水島由里子の危険な事件ファイル3（1999年） - 浜崎信也 役
  - 音の犯罪捜査官・響奈津子6（2003年） - 佐久間徹 役
  - えなりかずきの少年探偵 事件でござる2（2003年） - 坂舞周作 役

- 金曜プレステージ 「塔馬教授の天才推理」（2012年 - 2014年） - 長山作治 役
- SUITS/スーツ 第1話・第7話（2018年） - 木次谷公一 役
- イチケイのカラス（2021年） - 江原諭 役

テレビ朝日系
- 科捜研の女（1999年） - 小清水司
- トリック（2000年） - 桂木弘章 役
- アナザヘヴン〜eclipse〜（2000年） - 小山昌 役
- 安楽椅子探偵、再び（2000年、ABC） - 植原芳樹 役
- 暴れん坊将軍XI（2001年） - 岡倉晋作 役
- ツーハンマン（2002年） - 原田脩一 役
- 土曜ワイド劇場 / お祭り弁護士・澤田吾朗2（2002年） - 矢部明 役
- 富豪刑事（2005年） - 江草辰男 役
- はるか17（2005年） - 松永洋一 役
- 名奉行! 大岡越前（2006年） - 弥助 役
- もういちど地下鉄に乗って（2006年） - 田波義彦 役
- エラいところに嫁いでしまった!（2007年） - 山本栄太郎 役
- モップガール 第5話（2007年） - 大津和明 役
- パズル（2008年、ABC共同制作） - 江田島吾郎 役
- 名探偵の掟（2009年） - 蟻場耕作 役
- 新・警視庁捜査一課9係（2010年） - 門脇健治 役
- 秘密（2010年） - 小阪洋太郎 役
- 遺留捜査 第1話（2011年） - 財津陽一 役
- 妄想捜査〜桑潟幸一准教授のスタイリッシュな生活 第2話（2012年） - 齋藤教授 役
- 刑事7人（2015年） - 安積隆秀 役
- 相棒 Season14（2015年） - 鞘師九一郎 役
- グッドパートナー 無敵の弁護士（2016年） - 名木登志夫 役
- 特捜9 Season3（2020年） - 門脇健治
- なにわの晩さん! 美味しい美味しい走り飯（2023年） - 主演・晩明 役
- 警視庁・捜査一課長スペシャル（2024年） - 飯吉望 役

テレビ東京系列
- 姿三四郎（2007年） - 村井半助 役
- 刑事吉永誠一 涙の事件簿（2013年） - 黒木好夫
- ドクター調査班〜医療事故の闇を暴け〜（2016年） - 遠山輝一 役
- あの家に暮らす四人の女（2019年9月30日、テレビ東京） - 立花修 役
- 推しを召し上がれ〜広報ガールのまろやかな日々〜（2024年） - 乳酸菌（ブルガリア菌20388株） 役
- 物産展の女〜宮崎編〜（2025年1月9日・16日、テレビ東京） - ナレーション

WOWOW
- 震える牛（2013年） - 西野守 役
- 予告犯 -THE PAIN-（2015年） - 田渕勇三 役
- 沈まぬ太陽（2016年） - 浜田万治 役
- 前科者 -新米保護司・阿川佳代-（2021年） - 阿川道之助 役

BSスカパー!
- 螻蛄 疫病神シリーズ（2016年） - 美濃芳雄 役

### 配信ドラマ
- 民王番外編 秘書貝原と6人の怪しい客 第2話（2016年4月29日配信、TELASA） - 木村健二 役
- 新解釈・三國志－異聞－（2020年12月12日 - 26日、Hulu） - 関羽 役[26]

### 映画
- 極道の妻たち（1994年・1998年）
- 金田一少年の事件簿 上海魚人伝説（1997年） - 幸田裕司 役
- ジューンブライド 6月19日の花嫁（1998年）
- SCORE2 THE BIG FIGHT（1999年） - キャッシュ 役
- ホワイトアウト（2000年） - 戸塚信吾 役
- 大河の一滴（2001年）
- 千年の恋 ひかる源氏物語（2001年）
- 東京ゾンビ（2005年） - ドンガイラ 役
- バックダンサーズ!（2006年）
- ゲゲゲの鬼太郎（2007年） - 空狐 役
- 舞妓Haaaan!!!（2007年） - 男衆 役
- ゴースト もういちど抱きしめたい（2010年） - 黒田竜二 役
- 黒執事（2014年） - 青木宗光 役
- 暗殺教室（2015年、2016年） - クレイグ・ホウジョウ 役
- 七つの会議（2019年） - 坂戸崇彦 役
- 新解釈・三國志（2020年12月11日） - 関羽 役
- 劇場版TOKYO MER〜走る緊急救命室〜（2023年4月28日、松木彩監督） - 駒場卓 役[27][28][29]

### 舞台
- スサノオ〜神の剣の物語（1989年） - タカオウ 役
- スサノオ〜武流転生（1994年） - タカオウ 役
- ロッキー・ホラー・ショー（1995年） - エディ / スコット博士 役
- D・LIVE ROCK TO THE FUTURE （1996年） - キッズ 役
- BEAST IS RED 〜 野獣郎見参! （1996年） - 物怪野獣郎 役
- 狸 TANUKI（1996年） - 稲光 役
- 直撃!ドラゴンロック〜轟天〜（1997年） - ノロイ 役
- 検察側の証人（1999年） - 立花洋一 役
- 滅びかけた人類、その愛の本質とは…（2000年） - バーニー 役
- ハムレット（2001年） - レアティーズ 役
- くるみ割り人形（2001年） - ドロッセルマイヤー 役
- ダブリンの鐘つきカビ人間（2002年、2005年） - 戦士 役
- 人間風車（2003年） - 国尾 役
- シンデレラストーリー（2003年、2005年） - 宮廷大臣ピエール 役
- 天使は瞳を閉じて（2003年） - 電通太郎 役
- LYNX －リンクス－（2004年） - エンドウ 役
- ミス・サイゴン（2004年、2008年） - エンジニア 役
- ベガーズ・オペラ（2006年、2008年） - フィルチ、ピーチャム、トム 役
- 噂の男（2006年） - アキラ 役
- トーチソング・トリロジー（2006年） - エド 役
- ひばり（2007年） - ウォーリック伯爵 役
- レ・ミゼラブル（2007年、2009年） - ジャンバルジャン 役
- ジェーン・エア（2009年、2012年） - ロチェスター 役
- 東京月光魔曲（2009年） - 一之蔵始 役
- 写楽（2010年） - 斉藤十郎兵衛 役
- W 〜ダブル（2010年） - リシャール / ミシェル 役
- タンゴ－TANGO－（2010年） - エーデック 役
- 時計じかけのオレンジ（2011年） - ブロドスキー / ドリン / ブリー 役
- 三銃士（2011年） - アトス 役
- ニューヨークに行きたい!! （2011年） - アクセル 役
- ロミオ&ジュリエット（2012年） - ロレンス神父 役
- Bitter days,Sweet nights（2012年） - 谷川ミノル 役
- 祈りと怪物 〜ウィルヴィルの三姉妹〜（2013年） - 錬金術師ダンダブール 役
- 二都物語（2013年、2025年） - デファルジェ 役[30]
- シャーロック ホームズ アンダーソン家の秘密 - シャーロック・ホームズ 役
- アダムス・ファミリー（2014年） - ゴメズ・アダムス 役
- オーシャンズ11（2014年） - テリー・ベネディクト 役
- VAMP 〜魔性のダンサー ローラ・モンテス〜（2014年） - ルートヴィヒ1世 役
- 十二夜（2015年） - マルヴォーリオ 役
- シャーロック ホームズ2 〜ブラッディゲーム〜（2015年） - シャーロック・ホームズ 役
- ヴィンセント・ヴァン・ゴッホ（2016年） - ヴィンセント 役 [31]
- マーダー・バラッド（2016年） - マイケル 役 [32]
- メタルマクベスdisc1（2018年） - ランダムスター / マクベス橋本 役
- サムシング・ロッテン!（2018年） - ノストラダムス 役[33]
- 偽義経冥界歌（2019年、2020年） - 奥華秀衡 役[34]
- NODA・MAP 『Q : A Night At The Kabuki』（2019年）[35]
  - NODA・MAP『Q：A Night At The Kabuki Inspired by A Night At The Opera』（2022年）[36]
- 千と千尋の神隠し（2022年・2024年） - 釜爺 役[37]
- ムーラン・ルージュ！ザ・ミュージカル（2023年・2024年） - ハロルド・ジドラー 役[38][39]
- リーディングアクト『一富士茄子牛焦げルギー 2023年版』（2023年） - おとん 役[40]
- カム フロム アウェイ（2024年） - クロード 役 他[41]
- The Gentlemen's（2024年）[42]
- 『雲のむこう、約束の場所』スペシャル・リーディング・オーケストラ・コンサート（2024年） - 岡部智之 役[43]
- ラブ・ネバー・ダイ（2025年） - ファントム 役[44]
- Disney on CLASSIC Premium『アラジン』イン・コンサート（2025年） - ジャファー 役[45]
- いきなり本読み！in BOOTCAMP！（2025年公演予定）[46]
- 爆烈忠臣蔵〜桜吹雪 THUNDERSTRUCK（2025年公演予定）[47]

### テレビアニメ
- トランスフォーマー カーロボット（2000年） - ファイヤーコンボイ 役[48]
- おしりたんてい（2020年 - 2022年） - ストレート [49]

### Webアニメ
- The King of Fighters: Another Day（2005年） - テリー・ボガード 役

### ゲーム
- SNK対戦型格闘ゲーム - テリー・ボガード役 / キム・カッファン役
  - 餓狼伝説シリーズ
  - ザ・キング・オブ・ファイターズシリーズ※キム役は『XI』まで、テリー役は『XIII』まで
  - SNK VS. CAPCOM SVC CHAOS
  - CAPCOM VS. SNKシリーズ
  - ネオジオバトルコロシアム
  - 餓狼伝説 City of the Wolves - ナレーション役[50]

### 吹き替え
- アリー my Love - ビクター・モリソン 役（ジョン・ボン・ジョヴィ）
- リメンバー・ミー（2018年） - エルネスト・デラクルス 役[51]

### ラジオ
- 青春アドベンチャー「青の時間」（1996年、NHK-FM） - ブルー 役
- 橋本さとし Rock'n Soul Show（1998 - 1999年、CBCラジオ）
- ネッツトヨタ南海 presents 橋本さとしの踊る!ヴィッツな夜（2019年2月3日 - 6月30日、FM OH!、日曜18:30-18:55）

### バラエティ
- 少年頭脳カトリ（フジテレビ）

### オリジナルビデオ
- 仮面ライダーセイバー 深罪の三重奏（2022年） - 篠崎真二郎 / 仮面ライダーファルシオン 役[52]

### その他
- プロフェッショナル 仕事の流儀（NHK総合テレビ） - ナレーション
- 歴史秘話ヒストリア（NHK総合テレビ） - ナレーション
- 有田プレビュールーム（TBSテレビ） - ナレーション

### CM
- 資生堂 エリクシール・シュペリエル - ナレーション
- 大和証券「ダイワファンドラップ」（2016年） ※ 渡辺謙・吹越満・滝藤賢一と共演[53]。

## ディスコグラフィ
CDシングル
- Wild Ride（1997年1月22日）